# Oliver Ladurner
Oliver Ladurner (* 7. März 1969 in Bludenz) ist ein ehemaliger österreichischer Politiker (ÖVP), Linienpilot, Qualitätsmanager, mehrfacher CEO und Accountable Manager, Firmengründer und Unternehmer. Er war von 1989 bis 1996 Landesobmann der Jungen Volkspartei in Vorarlberg und von 1994 bis 1999 Abgeordneter zum Vorarlberger Landtag.

## Ausbildung und Beruf
Ladurner besuchte von 1975 bis 1979 die Volksschule in Bludenz und wechselte 1979 an das Gymnasium in Bludenz. Er besuchte das Gymnasium in Bludenz bis zum Jahr 1987 und legte in Bludenz die Matura ab.  Er war von 1988 bis 1999 als kaufmännischer Angestellter beschäftigt. Ladurner wechselte im Jahr 1999 den Beruf und trat Linienpilot bzw. Kapitän in den Dienst der Air Alps Aviation in Innsbruck. 2005 wechselte er innerhalb der Air Alps Aviation auf den Posten des Qualitätsmanagers, wobei er bis 2010 in dieser Funktion arbeitete. 2010 wechselte er in die Position des Corporate Qualitätsmanager der Welcome Aviation Group. Von 2011 bis 2013 war Oliver Ladurner als erfolgreicher Sanierungsmanager, CEO von Air Alps, Welcome Air, Tyrol Air Ambulance und Welcome Finance GmbH tätig. Ladurner absolvierte ab 2008 ein betriebswirtschaftliches Studium in London und schloss dieses 2010 mit Auszeichnung mit dem akademischen Grad Master of Science (MSc) ab. Seine Weiterbildung im Bereich „Strategisches Management“ absolvierte Ladurner bei Fredmund Malik, Management Zentrum St. Gallen. Ladurner gründete 2011 das Beratungsunternehmen „Volcon Consulting Strategie & Management“. Im Oktober 2013 gründete Ladurner das Marketingunternehmen „b2bdidigtal marketing gmbh“ welches 2015 mit dem Vorarlberger Werbepreis „AdWIn 2015“ ausgezeichnet wurde. Seit Jänner 2016 ist Ladurner Alleingesellschafter und Geschäftsführer der IMOVA Immobilientreuhand GmbH. Aktuell ist Oliver Ladurner auch Doktorand (PhD-candidate) am Management Center Innsbruck MCI und der Antwerpen Management School (AMS).

## Politik und Funktionen
Ladurner trat 1988 der Österreichischen Volkspartei bzw. der Jungen Volkspartei bei. Ab 1992 wurde er auch Mitglied des Österreichischen Arbeitnehmerinnen- und Arbeitnehmerbund (ÖAAB), die eine der vier Teilorganisationen der Österreichischen Volkspartei darstellt. Er fungierte von 1989 bis 1996 als Landesobmann der Jungen Volkspartei Vorarlberg und war innerparteilich von 1989 bis 1999 als Mitglied der Landesparteileitung der ÖVP Vorarlberg bzw. von 1989 bis 1996 als Mitglied des Landesparteipräsidiums der ÖVP Vorarlberg aktiv. Er vertrat als Abgeordneter des Wahlbezirkes Bludenz die ÖVP vom 4. Oktober 1994 bis zum 4. Oktober 1999 im Vorarlberger Landtag und war Bereichssprecher für Jugend und Schulwesen innerhalb des ÖVP-Landtagsklubs sowie Mitglied im Volkswirtschaftlichen Ausschuss, Mitglied im Umweltausschuss und Mitglied im Kulturausschuss.

## Privates
Ladurner ist der Sohn des Bankangestellten Josef Ladurner und dessen Gattin Rosemarie Ladurner, geborene Ölz, und mit der Betriebswirtin Sarah-Maria Schenk liiert.

## Auszeichnungen
- Goldenes Verdienstkreuz der Jungen Volkspartei Österreich